# Katherine Sciver-Brunt
Katherine Helen Sciver-Brunt OBE (* 2. Juli 1985 in Barnsley, Vereinigtes Königreich) ist eine englische Cricketspielerin, die zwischen 2004 und 2023 für die englische Nationalmannschaft spielte.

## Kindheit und Ausbildung
Brunt spielte zunächst mit ihrem Bruder im Cricket Club von Barnsley, bei dem ihr Vater in der zweiten Mannschaft spielte. Sie durchlief die Jugendauswahlen von Yorkshire, jedoch legte sie mit 17 Jahren eine Pause ein, da ihr der Spaß am Spiel verloren ging und sie an Übergewicht litt. Zwei Jahre später kam sie fit wieder in das Team zurück und empfahl sich für die Nationalmannschaft. Seit dem Jahr 2000 leidet sie unter Rückenproblemen die ihre Karriere immer wieder beeinträchtigen.

## Aktive Karriere

### Anfänge in der Nationalmannschaft
Ihr Debüt in der Nationalmannschaft gab sie bei der Tour gegen Neuseeland im August 2004, als sie ihren ersten WTest für England bestritt. Ihr erstes WODI bestritt sie auf der Tour in Südafrika im folgenden März. und wurde danach für den Women’s Cricket World Cup 2005 nominiert, bei dem sie jedoch nur mäßigen Erfolg hatte. Das erste Mal international Aufsehen erregte sie bei der Tour gegen Australien im August 2005. Im ersten Spiel der WTest-Serie konnte sie 3 Wickets für 64 Runs erzielen. Beim zweiten Spiel gelangen ihr im ersten Innings 5 Wickets für 47 Runs und im zweiten 4 Wickets für 64 Runs. Dafür wurde sie als Spielerin des Spiels und der Serie ausgezeichnet. Der Sieg bedeutete auch, das England erstmals seit 42 Jahren die Ashes wieder gewinnen konnte. Auch gab sie bei der Tour ihr Debüt im WTwenty20-Cricket und konnte dabei 3 Wickets für 18 Runs erreichen.
Im Jahr 2007 musste sie sich einer Rückenoperation unterziehen und spielte so nicht in der Nationalmannschaft über das Jahr hinweg. Zurück im Team erzielte sie bei der Tour gegen Südafrika ihr erstes Five-for in WODIs, als sie im zweiten WODI 5 Wickets für 25 Runs erreichte. Einen Monat später konnte sie gegen Indien 3 Wickets für 14 Runs erzielen und wurde als Spielerin des Spiels im zweiten WODI der Tour ausgezeichnet. Im März 2009 spielte sie mit dem Team beim Women’s Cricket World Cup 2009 und konnte dabei in jedem Spiel ein Wicket erzielen. Im Sommer 2009 kam Australien für eine Ashes Tour nach England. Im WTest gelangen ihr dabei 6 Wickets für 69 Runs. Im September 2009 beim ICC Women’s World Twenty20 2009 bekam sie in der Vorrunde beim Training einen Ball ins Gesicht und musste daraufhin Spiele aussetzen. Im Finale gegen Neuseeland konnte sie dann 3 Wickets für 6 Runs erzielen wofür sie als Spielerin des Spiels ausgezeichnet wurde und hatte so einen wichtigen Anteil am Titelgewinn.

### Etablierte Bowlerin in der Nationalmannschaft
Im Februar 2010 konnte sie in Indien beim zweiten WODI ein Fife-for über 5 Wickets für 22 Runs erzielen. Im Sommer 2010 gelangen ihr gegen Neuseeland zwei Mal 3 Wickets für 31 Runs. Ein Jahr später konnte sie im Finale eines Vier-Nationen-Turniers gegen Australien mit 5 Wickets für 18 Runs abermals ein Five-for erreichen und wurde als Spielerin des Spiels ausgezeichnet. Der Sommer 2012 war geprägt von der Tour gegen Indien, bei der sie 3 Wickets für 18 Runs im zweiten WTwenty20 und 4 Wickets für 20 Runs im zweiten WODI erzielte. Beim Women’s Cricket World Cup 2013 im Februar 2013 war ihre beste Leistung 4 Wickets für 29 Runs gegen Indien in der Vorrunde, wobei sie insgesamt 12 Wickets erzielte und damit viertbeste Bowlerin des Turniers war. Im Sommer 2013 gegen Australien konnte sie im ersten WODI 3 Wickets für 29 Runs hinzufügen.
Im Jahr 2014 folgte abermals eine Operation am Rücken, wodurch die erneut über Monate hinweg ausfiel. Im Sommer 2015 konnte sie dann wieder gegen Australien 3 Wickets für 48 Runs erzielen. Ein Jahr später gelang ihr auch wieder ein Five-for über 5 Wickets für 30 Runs gegen Pakistan. Im Oktober auf der Tour in den West Indies  folgten dann zwei Mal 3 Wickets (3/24 und 3/35). Beim Women’s Cricket World Cup 2017 hatte sie ihre beste Leistung beim Vorrunden-Spiel gegen Australien, wo sie ungewöhnlicherweise nicht nur 2 Wickets für 42 Runs beim Bowling, sondern auch ungeschlagene 45* Runs am Schlag erzielte und so als Spielerin des Spiels England zum Sieg führte. Im Oktober 2017 gelang ihr dann ihr erstes Half-Century ihrer Karriere, als sie im zweiten WODI gegen Australien 52 Runs erreichte. Ein weiteres erfolgte im Sommer 2018 gegen Südafrika als ihr im ersten WODI 72* Runs gelangen und im dritten Spiel 3 Wickets für 52 Runs.

### Bis zum Rücktritt
Im Frühjahr 2019 reiste sie mit dem Team nach Indien, wo sie im dritten WODI 5 Wickets für 28 Runs und im zweiten WTwenty20 3 Wickets für 17 erreichte. Auf der daran anschließenden Tour in Sri Lanka konnte sie noch einmal 3 Wickets für 24 Runs in den WODIs erreichen. Bei der Tour gegen Australien im Sommer 2019 waren es dann 3 Wickets für 21 Runs iom dritten WTwenty20, wofür sie als Spielerin des Spiels ausgezeichnet wurde. Nachdem sie beim ICC Women’s T20 World Cup 2020 nicht überzeugen konnte, folgte die COVID-19-Pandemie, was weitere Einsätze im Jahr 2020 stark reduzierte. Im September 2021 konnte sie gegen Neuseeland mit 49* Runs am Schlag und 3 Wickets für 22 Runs eine Niederlage im dritten WODI nicht verhindern. Bei der Ashes-Serie im Januar 2022 konnte sie im WTest 5 Wickets für 60 Runs erreichen und in der ODI-Serie 4 Wickets für 40 Runs. Beim Women’s Cricket World Cup 2022 konnte sie ihre beste Leistung mit 3 Wickets für 17 Runs gegen Pakistan erzielen. Im Juni 2022 erklärte sie ihren Rücktritt vom Test-Cricket. Im Juli bestritt sie dann gegen Südafrika ihr letztes WODI und erreichte dabei 3 Wickets für 18 Runs. In der zugehörigen WTwenty20-Serie gelangen ihr im ersten Spiel 4 Wickets für 15 Runs, wofür sie als Spielerin des Spiels ausgezeichnet wurde. Bei den folgenden Commonwealth Games 2022 war ihre beste Leistung 2 wickets für 4 Runs gegen Neuseeland. Sie wurde ebenso für den ICC Women’s T20 World Cup 2023 nominiert, wobei ihr gegen Pakistan 2 Wickets für 14 runs gelangen. Das verlorene Halbfinale gegen Südafrika war dann auch ihr letztes internationales Spiel, da sie im Mai 2023 nach 19 Jahren aus der Nationalmannschaft zurücktrat.

## Privates
Brunt ist verheiratet mit ihrer Teamkollegin in der Nationalmannschaft, Natalie Sciver-Brunt. Die geplante Hochzeit im September 2020 musste auf Grund der Covid-19-Pandemie verschoben werden und konnte im Mai 2022 nachgeholt werden. Ab Januar 2023 entschieden sie sich beide, unter ihrem Ehenamen anzutreten.